# ファティフ・テッケ
ファティフ・テッケ（Fatih Tekke、1977年9月9日 - ）は、トルコ出身の元サッカー選手。サッカー指導者。ポジションはフォワード（センター）。

## 経歴
1994年、トラブゾンスポルでプロデビュー。1997年、スモールクラブのアルタイSKへ研鑽を積むことになる。同国の強豪ガラタサライ戦でハットトリックを決め、この活躍がきっかけでA代表に初招集される。しかし、その後、全治6か月の大怪我を負うなど、しばらく伸び悩むシーズンが続く。ガズィアンテプスポルを経て、2003年、3度目のトラブゾンスポルへの復帰をする。2004-05シーズンは、チームを2位に導く立役者となり、自身も31得点を挙げ、得点王に輝いた。
2006年7月、FCゼニト・サンクトペテルブルクへ移籍。ゼニトでのデビュー戦では、ゴールを挙げている。
2010年2月3日、FCルビン・カザンへ移籍。契約期間は3年。
2010年9月1日、ベシクタシュJKへ移籍。契約期間は2年。

## 人物
- 既婚者であり、妻のムジェとの間に娘と息子を授かっている。
- 公用語であるトルコ語のほかに英語、ロシア語も話せる。
- 好きな食べ物はキャビア。
- 趣味は家族サービス。

## 獲得タイトル

### クラブ
トラブゾンスポル
- トルコ・カップ : 1回 (2003, 2004)

ゼニト・サンクトペテルブルク
- ロシアサッカー・プレミアリーグ : 1回 (2007)
- ロシア・スーパーカップ：1回 (2008)
- UEFAカップ : 1回 (2007-08)
- UEFAスーパーカップ：1回 (2008)

### 個人タイトル
- スュペル・リグ得点王 : 1回 (2004-05)